# Vladimír Houser
Vladimír Houser (12. října 1925 – 13. července 1990) byl český a československý politik Komunistické strany Československa a poúnorový poslanec Národního shromáždění ČSR, Národního shromáždění ČSSR a Sněmovny lidu Federálního shromáždění.

## Biografie
Po volbách roku 1954 byl zvolen do Národního shromáždění za KSČ ve volebním obvodu Vsetín. Mandát nabyl až dodatečně v srpnu 1955 jako náhradník poté, co rezignoval poslanec Ludvík Mítek. Mandát obhájil ve volbách v roce 1960 (nyní již jako poslanec Národního shromáždění ČSSR za Severomoravský kraj) a ve volbách v roce 1964. V Národním shromáždění zasedal až do konce jeho funkčního období v roce 1968. V roce 1964 se uvádí jako vedoucí provozu nářaďovny Závodů Říjnové revoluce Vsetín.
Po federalizaci Československa usedl roku 1969 za KSČ do Sněmovny lidu Federálního shromáždění (volební obvod Rožnov pod Radhoštěm), kde setrval do konce volebního období, tedy do voleb v roce 1971.